# Большаков Іван Григорович
Іван Григорович Большаков (10 жовтня 1902, село Московська слобода Крапивинського повіту Тульської губернії, тепер Щокинського району Тульської області, Російська Федерація — 19 березня 1980, місто Москва, тепер Російська Федерація) — радянський державний діяч, керуючий справами Ради народних комісарів СРСР, міністр кінематографії СРСР. Депутат Верховної ради РРФСР 1-го скликання. Кандидат мистецтвознавства (1950).

## Життєпис
Народився в родині міщанина. З 1916 до 1922 року працював верстатником, а потім табельником на Тульському збройовому заводі.
Член РКП(б) з 1918 року.
У 1922—1924 роках — студент робітничого факультету при Московському вищому технічному училищі.
У 1924—1928 роках — студент Московського інституту народного господарства імені Плеханова.
Одночасно в 1924—1927 роках — інструктор районного комітету профспілки металістів у Москві. У 1927—1928 роках — відповідальний секретар Центрального бюро пролетарського студентства ВЦРПС.
У 1928—1931 роках — слухач економічного Інституту червоної професури в Москві.
З 1931 до 1937 року працював консультантом Управління справами Ради народних комісарів СРСР.
У 1937 — 17 грудня 1938 року — заступник керуючого справами Ради народних комісарів СРСР.
17 грудня 1938 — 4 червня 1939 року — керуючий справами Ради народних комісарів СРСР.
4 червня 1939 — 20 березня 1946 року — голова Комітету у справах кінематографії при Ради народних комісарів СРСР.
20 березня 1946 — 15 березня 1953 року — міністр кінематографії СРСР.
У березні 1953 — 1954 року — 1-й заступник міністра культури СРСР.
У 1954—1959 роках — заступник міністра зовнішньої торгівлі СРСР.
У 1960 — січні 1963 року — заступник голови Державного комітету Ради міністрів СРСР з культурних зв'язків із зарубіжними країнами.
З січня 1963 року — персональний пенсіонер союзного значення в Москві.
Помер 19 березня 1980 року в Москві. Похований в Москві на Новодівичому цвинтарі.

## Нагороди
- два ордени Леніна (14.04.1944, 6.03.1950)
- орден Трудового Червоного Прапора (26.09.1952)
- два ордени «Знак Пошани»
- медаль «За доблесну працю у Великій Вітчизняній війні 1941—1945 рр.» (1945)
- медаль «У пам'ять 800-річчя Москви» (1948)
- медалі